# Maynal
Maynal es una localidad y comuna francesa situada en la región de Franco Condado, departamento de Jura, en el distrito de Lons-le-Saunier y cantón de Beaufort (Jura).

## Historia
Población del español Franco Condado de Borgoña, en noviembre de 1641 durante una invasión francesa, la victoria de las tropas españolas en sus inmediaciones, permitió el mantenimiento del condado hasta la conquista francesa del verano de 1674 legalizada en los Tratados de Nimega.

## Demografía
| 361 | 362 | 356 | 328 | 312 | 280 | 149 |
| Para los censos de 1962 a 1999 la población legal corresponde a la población sin duplicidades (Fuente: INSEE [Consultar]) |     |     |     |     |     |     |